# 1,2-Wittig-Umlagerung
Die 1,2-Wittig-Umlagerung ist eine Namensreaktion in der Organischen Chemie. Sie wurde 1942 vom späteren Nobelpreisträger, dem deutschen Chemiker Georg Wittig (1897–1987) erstmals beschrieben und später nach ihm benannt.
Bei der 1,2-Wittig-Umlagerung wird ein Ether mittels einer Organolithium-Verbindung (z. B. Methyllithium) zu einem Alkohol umgelagert.

## Reaktionsmechanismus
Im ersten Schritt der Reaktion wird der Ether 1 mittels einer Organolithium-Verbindung deprotoniert. Durch homolytischen Bindungsbruch und anschließende Umlagerung bilden sich aus dem Anion 2 ein Ketylanion-Radikal 3 und ein Alkyl-Radikal. Durch Rekombination der beiden Radikale entsteht das Lithium-Alkoholat 4 und schließlich durch saure Aufarbeitung der substituierte Alkohol 5.

## Einfluss der Substituenten
Das Gelingen der 1,2-Wittig-Umlagerung wird in großem Maße durch die Substituenten des Edukts bestimmt:
Mindestens einer der beiden Substituenten R und R' muss in der Lage sein, das im ersten Reaktionsschritt gebildete Carbanion 2 zu stabilisieren. In Frage kommen deshalb Aryl-, Alkenyl- und Alkinylreste.
Für den umgelagerten Rest R'' ist dessen Wanderungstendenz als Radikal entscheidend. Es besteht folgende Reihenfolge mit zunehmender Wanderungstendenz:
Methyl < primäre Alkylgruppe < sekundäre Alkylgruppe < tertiäre Alkylgruppe < Benzylgruppe < Allylgruppe.
Handelt es sich bei R'' um eine Allylgruppe, verläuft die 1,2-Umlagerung zudem in Konkurrenz zur 2,3-Wittig-Umlagerung.
Wenn es sich bei R oder R' um eine gute Abgangsgruppe und elektronenziehende Gruppe (z. B. Cyanid) handelt, wird diese Gruppe abgespalten und das entsprechende Keton gebildet: